# 長洲搶包山 (民俗)

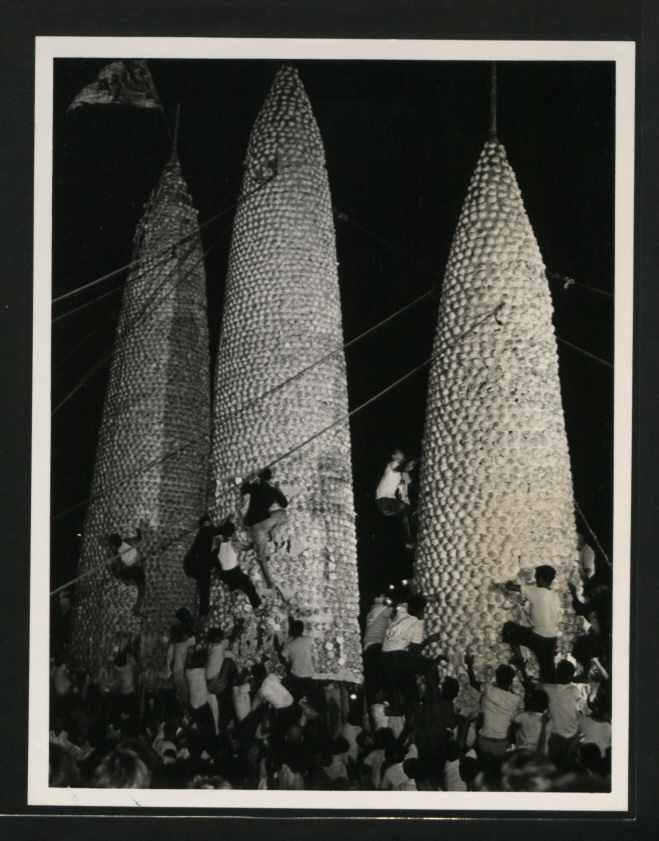
1969年長洲搶包山

長洲搶包山是香港長洲一年一度的特色傳統民間習俗，為長洲太平清醮兩項較為矚目的活動之一，另一項為飄色巡遊。搶包山民俗有悠久歷史，是搶孤的一種。自從1978年發生包山倒塌意外造成多人受傷後，有27年被禁止舉行。後來於2005年開始舉辦的搶包山比賽與傳統民俗有別，所用包山亦非祭祀用的包山。

## 概述
太平清醮期間，長洲北帝廟前會有三個掛滿包子的包山，作為供奉北帝的祭品。包山高約13米，僅用竹棚搭成，每個包山掛上约18,000個包子。包子名為「幽包」，是一種曾被供神的印有紅色「壽」字或機構名稱的蓮茸包，又叫「平安包」。搶包山會在太平清醮的最後一晚化大士後舉行。在子夜零時、村長一聲號令後，過百名男子便會爬上包山，盡他們所能搶奪包子。按照傳統說法，取得越多和越高的包子，福氣就越多；於是搶包山的人你推我擠，情況通常都十分混亂，爭先恐後，甚至不時出現「疊羅漢」，險象環生。數分鐘內，數以萬計的包子便一掃而空，搶得的包子則會分派給其他居民。

## 歷史
據說早於18世紀的清朝時島上發生瘟疫，死了不少平民；後來得到玄天上帝的指引，瘟疫才得已制止。居民為了酬謝神恩，便扮成神祇在大街上遊行驅趕瘟神。其後每年舉行，成為太平清醮。
太平清醮中，人们按照海陸豐習俗設立了由幽包積成的包山供奉北帝。海陸豐人傳統上會在醮會結束後搶孤，即搶奪祭品，包山也不例外。在傳統上，摘得包子越多，福氣就會越多。
二戰前的活动中只有兩座包山，二戰後才變成三座。據黃佩佳《新界風土名勝大觀》記載，1935年的包山體積較戰後小，高約二丈（20米），置於方桌上，成尖塔形，頂插佛手。在演神功戲的最後一夜，包山會被以人力抬至曠地，再從包山上拆下幽包抛擲，讓居民爭拾，而最重點的搶奪目標是插於包山頂的佛手。奪得佛手者即使遇到出高價者亦不肯轉讓他人。戰後改為三座包山。三座包山當中，中間一座名為「太平山」，供奉太平清醮主神玄天上帝的長洲玉虛宮內的兩尊玄天上帝神像；其中一尊是從太平山街移來，「太平山」即太平清醮的淵源:27 。左右兩座一名為「福如東海」，另一名為「安居樂業」，皆與三合會有關，分別代表福義興和新義安這兩個以海陸豐人為主的三合會組織。在1970年代，福義興和新義安經常藉搶包山活動顯示實力:31。
在1978年5月9日的搶包山活動當中，300多人從四方八面沒有秩序地攀上包山搶平安包，而其中一座包山因不勝負荷而塌下，壓到旁邊的另一座包山並导致其相繼倒下，共致24人受傷。港英政府因此而禁止這項活動以策安全，同時除去了黑幫藉搶包山展示勢力的機會:31，改為統一派發平安包給居民。2004年長洲居民申請重辦，但因與政府未能就安全方面達成協議而未能成功。2005年，香港政府終作出讓步，接納長洲居民提出的條件，令搶包山活動重現。但此后的活动已經與原來的搶包山民俗不同，是另外建造三座包山，包子為塑膠製作，以比賽形式進行。傳統搶包山則不再復見。

## 民俗意義
長洲建醮會認為搶包山是傳統民俗，而政府舉辦的搶膠包則與民俗無關，所以不與為伍。鄉紳黃維坤說：「其實長洲居民一直要求恢復搶包山傳統，大部份島民都不同意現時那種『不倫不類』的所謂搶包山，那只是一個爬山比賽，不可叫搶包山，完全無意義。真正『搶包山』是所有大眾都有份，喜歡拿幾多個包就幾多個包。」
傳統上搶包山參與者是島上的海陸豐籍漁民，因為一來他們最需要祈福，又爬慣桅杆，所以特別擅長搶包山。 《南華早報》社評指出，搶包山的傳統意義是為島民帶來平安、健康。

## 相關創作
- 1982年的電影龍少爺有虛構的廣東地方搶包山活動。
- 香港動漫作品《麥嘜》劇情提到，麥兜一心到長洲跟隨黎根師傅學習滑浪風帆，但黎根只教他搶包山。其母於是致信當局，請求將搶包山列為奧運項目。《麥兜故事》劇情又提到，當香港正爭取2006年亞洲運動會主辦權時，麥兜就讀的「春田花花幼稚園」一心想向港協暨奧委會申請，將搶包山列為亞運會比賽項目，並大力宣傳爭取市民支持。不過，港協暨奧委會其後決定將「掟蛋撻」列為亞運會比賽項目，最後多哈獲得亞運會主辦權，春田花花幼稚園的願望最終落空。